# لقمه‌ماهی بزرگ آب شیرین
لقمه‌ماهی بزرگ آب شیرین (نام علمی: Himantura chaophraya) نام یک گونه از سرده لقمه‌ماهی‌های شلاقی است.